# Santos Gutiérrez
José Santos Gutiérrez Prieto (El Cocuy, 24 de outubro de 1820 – Bogotá, 6 de fevereiro de 1872) foi um político e soldado colombiano. Ocupou o cargo de presidente de seu país entre 1 de abril de 1868 e 1 de abril de 1870.